# Blepharipa wainwrighti
Blepharipa wainwrighti là một loài ruồi trong họ Tachinidae.